# Scyliorhinus stellaris
Il gattopardo o gattuccio maggiore (Scyliorhinus stellaris), è uno squalo appartenente alla famiglia Scyliorhinidae.

## Distribuzione e habitat
Questo squalo è diffuso nel Mediterraneo centro-occidentale (mar Egeo, mar Adriatico, e dal Tirreno allo stretto di Gibilterra), nonché nelle acque costiere dell'oceano Atlantico orientale, dalla Guinea fino al mare del Nord sulle coste scandinave.
Abita fondali rocciosi, foreste di alghe e zone coralline, mantenendosi tra 2 e 125 metri di profondità.

## Descrizione
Questo squalo presenta un corpo molto allungato, di forma quasi cilindrica, piuttosto compresso sul dorso. Gli occhi sono sporgenti e posti verso la parte alta del capo. Il muso è appuntito. Le due pinne dorsali sono molto arretrate sul dorso, le pettorali sono ampie, le ventrali più piccole, così come la pinna anale. La coda presenta il lobo superiore più sviluppato di quello inferiore.
La livrea si presenta con un colore di fondo variabile dal grigio al beige (con ventre bianco), maculato da chiazze marroni.
Raggiunge una lunghezza di 170 cm.

## Riproduzione
La fecondazione è interna: la femmina depone poi alcuni astucci ovarici (ciascuno generata da un ovidotto diverso) dalla forma particolare, conosciuti comunemente come borsellino della sirena, che fissa a rocce, coralli o alghe.
La crescita dell'embrione avviene in questi astucci e alla schiusa il piccolo misura già 16 cm. In Italia i subacquei stanno contribuendo alla definizione di alcune delle zone di riproduzione del gattopardo con il progetto "Stellaris - Hai visto un uovo di gattuccio?", la più importante delle quali sembra essere il banco di Santa Croce nel golfo di Napoli.

## Alimentazione
Questa specie si ciba di crostacei e altri invertebrati che caccia setacciando il fondale, e di piccoli squali, tra cui Scyliorhinus canicula.

## Pesca
Pur essendo commestibile e pescato appositamente nei mesi invernali, il gattopardo è meno ricercato di altri squali (palombo, gattuccio, spinarolo, verdesca), per questo non è disponibile in tutti i mercati.

## Pericoli
Le reti a strascico (soprattutto se effettuate con metodi e tipi di reti illegali) sono un considerevole pericolo per questa specie.